# Cervus hanglu

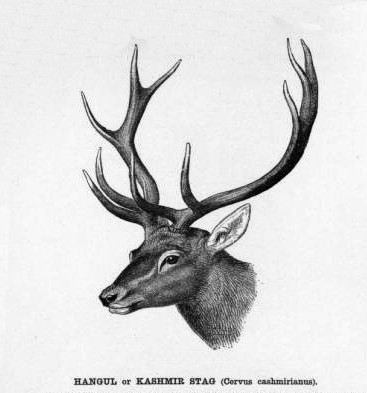

Cervus hanglu is een zoogdier uit de familie van de hertachtigen (Cervidae). De wetenschappelijke naam van de soort werd in 1844 gepubliceerd door Johann Andreas Wagner.

## Beschrijving
Cervus hanglu bereikt een kop-romplengte van 210 tot 230 cm en een schouderhoogte van 120 tot 130 cm. De vacht is bruin tot asbruin, lichter op de flanken en ledematen. In de zomer is de vacht lichter en roder. De kop is lang met een smalle snuit, lippen, oren en kin zijn witachtig. Het gewei heeft oogtak, ijstak, middeltak en kruin, bij het volwassen dier vijf of meer enden per stang. De nek is lang en borstelig behaard bij de mannetjes. De staart is relatief kort en lichter aan de onderkant. De spiegel is omlijst in wit en donker.

## Verspreiding
Cervus hanglu komt versnipperd voor in Centraal-Azië, van het Kasjmirgebied tot aan Kazachstan en noordwest China.

## Taxonomie
In 2015 verschenen de resutaten van nieuw onderzoek naar de evolutie van het geslacht Cervus, waarin voor het eerst ook het Kasjmir-edelhert (Cervus elaphus hanglu) was meegenomen. De groep van drie taxa die uit het Tarimbekken stammen (C. hanglu, C. bactrianus en C. yarkandensis) kwam daaruit als nauw aan elkaar verwant naar voren. Op basis hiervan werd voorgesteld om Cervus hanglu de soortstatus te geven, met het Kasjmir-edelhert (Cervus hanglu hanglu), Afghaans edelhert (C. hanglu bactrianus) en het Jarkandhert (C. hanglu yarkandensis) als ondersoorten. Deze opvatting werd nog eens bevestigd in 2018.